# Moschea di Argirocastro
La moschea di Argirocastro (in lingua albanese: Xhamia e Gjirokastrës), conosciuta anche come moschea Bazaar (in lingua albanese: Xhamia e Pazarit) è situata ad Argirocastro, in Albania.

## Storia
La moschea venne costruita nel 1757 ed è situata nel quartiere del Vecchio Baazar. È una delle quindici moschee costruite durante l'era ottomana; di queste, tredici sopravvissero fino al periodo comunista.
In origine, il piano urbanistico di Memi Pasha - concepito nel XVII secolo - prevedeva di costruire la moschea nel quartiere del Nuovo Bazaar, che venne però distrutto in un incendio, e solo la moschea sopravvisse.
La moschea venne elevata al rango di "Monumento Culturale" (in lingua albanese: Monumente Kulturore) nel 1973, sfuggendo così alla distruzione da parte del regime comunista albanese, ma altre dodici moschee vennero distrutte. A causa delle leggi anti-religione, durante il regime venne usata per formare gli acrobati dei circhi, che ne usavano l'alta cupola per appendervi i loro trapezi.
Nei pressi della moschea sorge un edificio ottagonale, a due piani, costruito nel 1727. Originariamente un cemevi dei Bektashi, venne chiuso durante il regime comunista. Oggi è usato come madrasa.